# Kōsuke Kimura
Kōsuke Kimura (木村光佑?, Kimura Kōsuke; Kōbe, 14 maggio 1984) è un ex calciatore giapponese, di ruolo centrocampista.

## Carriera

### Giovanili
Kimura ha iniziato la sua carriera a livello giovanile con il Kawasaki Frontale. Il suo periodo con il club però finì subito a causa della rottura del piede destro. Nonostante ciò, egli ottenne una borsa di studio per giocare a calcio per la squadra della Western Illinois University dopo essersi trasferito negli Stati Uniti. Qui si è iscritto anche ad un corso intensivo di lingua inglese. Ha giocato anche con i Thunder Bay Chill, nella USL Premier Development League.

### Colorado Rapids
Kimura si è trasferito ai Colorado Rapids nel 2007, diventando così il primo calciatore giapponese nella storia della MLS. Per la maggior parte delle sue prime due stagioni, ha giocato come sostituto, in totale ha giocato 18 partite. Ha segnato il suo primo gol in carriera il 2 maggio 2009, in una partita contro il Real Salt Lake.

### Portland Timbers
Il 5 luglio 2012 passa ai Portland Timbers, dove colleziona 17 presenze e un gol segnato.

### New York Red Bulls
Nel gennaio del 2013 passa ai New York Red Bulls.

## Palmarès

### Competizioni nazionali
- Campionato MLS: 1

Colorado Rapids: 2010